# کارل زایتس
کارل زایتس (انگلیسی: Karl Seitz؛ ۴ سپتامبر ۱۸۶۹ – ۳ فوریهٔ ۱۹۵۰) یک سیاست‌مدار اهل اتریش بود.